# گوردون جونز
گوردون جونز (انگلیسی: Gordon Jones؛ ۵ آوریل ۱۹۱۱ – ۱۲ ژوئن ۱۹۶۳) یک هنرپیشه اهل ایالات متحده آمریکا بود. وی بین سال‌های ۱۹۳۲ تا ۱۹۶۳ میلادی فعالیت می‌کرد.
از فیلم‌ها یا برنامه‌های تلویزیونی که وی در آن نقش داشته است می‌توان به زندگی پنهان والتر میتی، خواهر من آیلین، نبرد دریای کورال اشاره کرد.